# Cry! – Tender
Cry! – Tender — студійний альбом американського джазового мульти-інструменталіста Юсефа Латіфа, випущений у 1960 році лейблом New Jazz.

## Опис
У 1959 році Юсеф Латіф почав використовувати гобой у своїх сесіях звукозапису та на концертах. Тут він грає з Лонні Гіллаєром (наймолодший учасник гурту, якому на момент запису було 20 років) на трубі, Г'ю Лоусоном (піаніст, який грав з Латіфом з 1956 року) на фортепіано, басистом Германом Райтом  (на момент запису 26 років; також родом з Детройта як і Латіф) і ударником Френком Гантом (також раніше грав з Латіфом, зокрема на Lateef at Cranbrook (1958), що вийшов на Argo).
В альбом увійшла «Ecaps», яка була записана у 1957 році Латіфом з флюгельгорністом Вілбуром Гарденом, басистом Ерні Фарроу та ударником Олівером Джексоном.

## Список композицій
1. «Sea Breeze» (Дік Меннінг) — 3:11
2. «Dopolous» (Юсеф Латіф) — 3:18
3. «Cry! — Tender» (Юсеф Латіф) — 6:00
4. «Butter's Blues» (Юсеф Латіф) — 5:45
5. «Yesterdays» (Отто Гарбах, Джером Керн) — 4:24
6. «The Snow Is Green» (Юсеф Латіф) — 3:13
7. «If You Could See Me Now» (Тедд Демерон, Карл Сігмен) — 4:49
8. «Ecaps» (Юсеф Латіф) — 6:30

## Учасники запису
- Юсеф Латіф — тенор-саксофон, флейта, гобой
- Лонні Гіллаєр — труба (1—7)
- Вілбур Гарден — флюгельгорн (8)
- Г'ю Лоусон — фортепіано (1—7)
- Герман Райт (1—7), Ерні Фарроу (8) — контрабас
- Френк Гант (1—7), Олівер Джексон (8) — ударні

Технічний персонал
- Есмонд Едвардс — продюсер
- Руді Ван Гелдер — інженер